# Alexander Pfeiffer
Alexander Pfeiffer (* 12. August 1971 in Wiesbaden) ist ein deutscher Schriftsteller.

## Leben
Alexander Pfeiffer studierte an der Johannes Gutenberg-Universität in Mainz Germanistik, Komparatistik, Publizistik und Anglistik. Er ist als freier Autor, Herausgeber, Literatur-Veranstalter, Moderator und Leiter von Schreibwerkstätten an Schulen und anderen Bildungseinrichtungen tätig. Er organisierte verschiedene Lesungsreihen und Literaturfestivals in Wiesbaden und dem Rhein-Main-Gebiet (u. a. die „Hessisch-Sächsischen Literaturtage“ 2009 in Frankfurt am Main oder die monatliche Literatur-Show „Where the wild words are“ von 1998 bis 2006 im Kulturzentrum Schlachthof in Wiesbaden).
Pfeiffer ist Mitglied im Verband deutscher Schriftsteller (VS) sowie der Autorengruppe deutschsprachige Kriminalliteratur Das Syndikat. Von 2007 bis 2014 war er hessischer Landesvorsitzender des Verbands deutscher Schriftsteller (VS), von 2009 bis 2012 Jurysekretär für den Friedrich-Glauser-Preis, Krimipreis der Autoren, in der Sparte Debüt.
Seit 2012 organisiert er das Begleitprogramm zum jährlich vergebenen Wiesbadener Krimistipendium für das Kulturamt der Landeshauptstadt Wiesbaden (2012 für Stefan Slupetzky, 2013 für Andrea Maria Schenkel, 2014 für Doris Gercke).
Im Mai 2017 heiratete er die Autorin Mara Pfeiffer.

## Auszeichnungen
2014 erhielt Pfeiffer den Friedrich-Glauser-Preis, Krimipreis der Autoren, in der Sparte Kurzkrimi für die Geschichte „Auf deine Lider senk ich Schlummer“ (erschienen in: „Küche, Diele, Mord“, Hrsg.: Almuth Heuner, KBV-Verlag, Hillesheim 2013).

## Bibliographie

### Bücher
- Terrorballade. Edition Outbird, Gera 2024, ISBN 978-3-948887-61-2

- Mitternachtssymphonie. Edition Outbird, Gera 2022, ISBN 978-3-948887-36-0

- Leuchtfeuer. Gedichte. Rodneys Underground Press, Dortmund 2017.
- Hrsg.: KrimiKommunale 3. Kurzkrimis. Kommunal- und Schul-Verlag, Wiesbaden 2012, ISBN 978-3-8293-1023-9
- Hrsg.: KrimiKommunale 2. Kurzkrimis. Kommunal- und Schul-Verlag, Wiesbaden 2011, ISBN 978-3-8293-0967-7
- Hrsg.: KrimiKommunale. Kurzkrimis. Kommunal- und Schul-Verlag, Wiesbaden 2010, ISBN 978-3-8293-0955-4
- Das Ende vom Lied. Roman. Societäts Verlag, Frankfurt am Main 2008, ISBN 978-3-7973-1108-5
- So wie durchs Feuer hindurch. Roman. Societäts Verlag, Frankfurt am Main 2006, ISBN 3-7973-0997-X
- Im Bauch der Stadt. Roman. Societäts Verlag, Frankfurt am Main 2005, ISBN 3-7973-0931-7
- LieblingsLieder. Erzählungen. Wiesenburg Verlag, Schweinfurt 2004, ISBN 3-937101-26-8
- Aufzeichnungen aus der Zwischenwelt. Gedichte. Wiesenburg Verlag, Schweinfurt 2002, ISBN 3-932497-82-1
- Inner City Blues. Geschichten aus dem Herzen der Stadt. Wiesenburg Verlag, Schweinfurt 2001, ISBN 3-932497-57-0

### Buchbeiträge (Auswahl)
- Kurzgeschichte „Get Singer“, in: „Mit Schirm, Charme und Pistole“, Hrsg.: Eva Lirot & Hughes Schlueter, KBV-Verlag, Hillesheim 2014
- Kurzgeschichte „Die Nacht, die Stadt und der Tod“, in: „Kurzer Prozess“, Hrsg.: Almuth Heuner, Brücken Verlag, Wiesbaden 2013
- Kurzgeschichte „Auf deine Lider senk ich Schlummer“,  in: „Küche, Diele, Mord“, Hrsg.: Almuth Heuner, KBV-Verlag, Hillesheim 2013
- Kurzgeschichte „Eine Filzlaus auf dem Limpertsberg“, in: „Luxemburger Leichen“, Hrsg.: Eva Lirot & Hughes Schlueter, KBV-Verlag, Hillesheim 2013
- Kurzprosa „Hotel Sehnsucht“, in: „Wo ich wohne. Schriftstellerische Annäherungen an das Literaturland Hessen“, Hrsg.: Ruth Fühner, Jonas Verlag, Marburg 2012
- Kurzgeschichte „Das Tor nach draußen“, in: „Tod im Taunus“, Hrsg.: Richard Lifka, KBV-Verlag, Hillesheim 2011
- Kurzgeschichte „Johnny wird sterben … aber nicht an Langeweile“, in: „Punk Stories“, Hrsg.: Thomas Kraft u. a., Verlag LangenMüller, München 2011
- Kurzgeschichte „Letztes Halali“, in: „Nordeifel Mordeifel“, Hrsg.: Ralf Kramp, KBV-Verlag, Hillesheim 2010
- Kurzgeschichte „Näher, mein Gott, zu dir“, in: „Tatorte Odenwald – sagenhaft mörderisch“, Hrsg.: Lothar Ruske, Societäts Verlag, Frankfurt am Main 2009
- Gedicht „Eine Stadt aus Bier und Scotch und Musik“, in: „Stadtgeschehen bei Mischwetter“, Hrsg.: Tobias Kunze, SchöneworthVerlag, Hannover 2006
- Kurzgeschichte „Riding down that same old lane on a Saturday night“, in: „Rock’n’Roll Adventures“, Hrsg.: Öhrlich Bros., Bench Press Publishing, Grabenstetten 2000
- Gedicht „Gedicht an meine Straßenecke“, in: „Kaltland Beat. Neue deutsche Szene“, Hrsg.: Boris Kerenski & Sergiu Ştefănescu, Ithaka Verlag, Stuttgart 1999
- Gedicht „Sonntagnachmittag in einer toten Stadt“, in: „text. zeitschrift für literaturen / 3-4 1998“, Hrsg.: Boris Kerenski & Sergiu Ştefănescu, Ithaka Verlag, Stuttgart 1998
- Gedicht „Self-Eradication Blues“, in: „Social Beat, Slam! Poetry: Die Ausserliterarische Opposition meldet sich zu Wort!“, Hrsg.: Michael und Joachim Schönauer, Killroy Media, Asperg 1997
- Kurzgeschichte „Schraubenzieherkopfblutperipherie“, in: MUGWUMP # 3, Wiesbaden 1992